# Paul McGinley
Paul McGinley, né le 16 décembre 1966 à Dublin, est un golfeur irlandais.

## Palmarès

### Ryder Cup
Joueur
| N°                     | Édition                | Score                                            | Joués | Victoires | Partagés | Défaites |
| ---------------------- | ---------------------- | ------------------------------------------------ | ----- | --------- | -------- | -------- |
| 1                      | Ryder Cup 2002         | Victoire de l'Europe sur le score de 15 ½ à 12 ½ | 3     |           | 2        | 1        |
| 2                      | Ryder Cup 2004         | Victoire de l'Europe sur le score de 18 ½ à 9 ½  | 3     | 2         | 1        |          |
| 2                      | Ryder Cup 2006         | Victoire de l'Europe sur le score de 18 ½ à 9 ½  | 3     |           | 2        | 1        |
| Bilan général          | Bilan général          | Bilan général                                    | 9     | 2         | 5        | 2        |
| Bilan sur les Simples  | Bilan sur les Simples  | Bilan sur les Simples                            | 3     | 1         | 2        |          |
| Bilan sur les Foursome | Bilan sur les Foursome | Bilan sur les Foursome                           | 4     | 1         | 1        | 2        |
| Bilan sur les Fourball | Bilan sur les Fourball | Bilan sur les Fourball                           | 2     | 0         | 2        | 0        |
| Total des points       | Total des points       | Total des points                                 | 4 ½   | 4 ½       | 4 ½      | 4 ½      |

Capitaine
Vainqueur de la Ryder Cup 2014 : L'Europe s'impose sur le score de 16½ à 11½ face à l'équipe américaine de Tom Watson à Auchterarder -  Royaume-Uni.

### Circuit Européen
- 1996 - Hohe Brucke Open
- 1997 - Oki Pro-Am
- 2001 - The Celtic Manor Resort Wales Open
- 2005 - Volvo Masters

## Autres victoires
Amateur
- 1988 Irish Youths Championship, Scottish Youths Championship
- 1989 Irish Amateur Championship

Professionnel
- 1997 Irish PGA Championship
- 2000 Irish PGA Championship
- 2002 Smurfit Irish PGA Championship
- 2003 Smurfit Irish PGA Championship

### Compétitions par équipes
- Walker Cup : 1991
- Alfred Dunhill Cup : 1993, 1994, 1996, 1997, 1998, 1999, 2000
- World Cup : 1993, 1994, 1997 (vainqueur), 1998, 1999, 2000, 2001, 2002, 2003, 2004, 2005
- Seve Trophy : 2002 (vainqueur), 2005 (vainqueur)